# فيل إدواردز (طبيب)
فيل إدواردز هو طبيب كندي، ولد في 23 سبتمبر 1907 في جورج تاون في غيانا، وتوفي في 6 سبتمبر 1971 في مونتريال في كندا.

## وصلات خارجية
- فيل إدواردز على موقع اللجنة الأولمبية الدولية (الإنجليزية)
- فيل إدواردز على موقع أوليمبيديا (الإنجليزية)
- فيل إدواردز على موقع اتحاد ألعاب الكومنولث (مؤرشف) (الإنجليزية)
- فيل إدواردز على موقع قاعة كندا للمشاهير الرياضية (الإنجليزية)
- فيل إدواردز على موقع قاعة كيبيك للمشاهير الرياضية (الفرنسية)